# 酸化チタン類 (曖昧さ回避)
酸化チタンとは以下のことを指す:

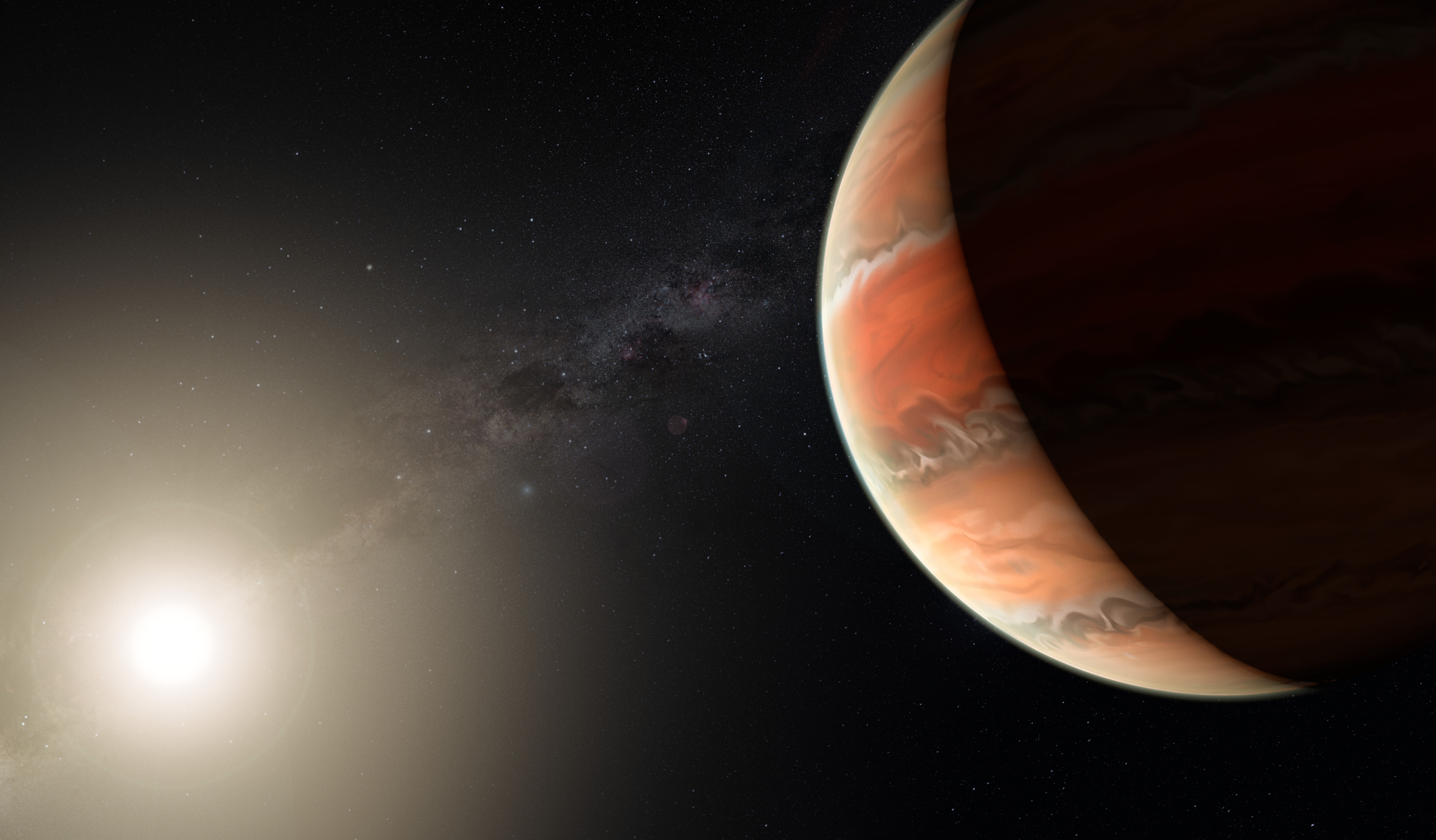
大気天文学者が酸化チタンを検出した系外惑星WASP-19bの想像図。

- 二酸化チタン（酸化チタン(IV)）、TiO2
- 酸化チタン(II)（一酸化チタン）、TiO、非化学量論的酸化物
- 酸化チタン(III)（三酸化チタン）、Ti2O3
- Ti3O
- Ti2O
- δ-TiOx (x= 0.68–0.75)
- TinO2n−1 (nには3～9の範囲の数字が包括的に当て嵌まる[3])、例: Ti3O5[4]、Ti4O7、等

## 還元酸化チタン
一般的な還元酸化チタンはTiOであり、一酸化チタンとしても知られる。二酸化チタンと金属チタンから1500°Cで調製される。 Ti3O5、Ti4O7、およびTi5O9は非化学量論的酸化物である。これらの化合物は通常、過剰な酸素の存在の下、高温下で形成される。その結果、それらは独特の構造的および電子的特性を示し、ガスセンサー、リチウムイオン電池、光触媒などのさまざまな用途での使用の可能性について研究されている。